# 장조제프 드 몽동빌

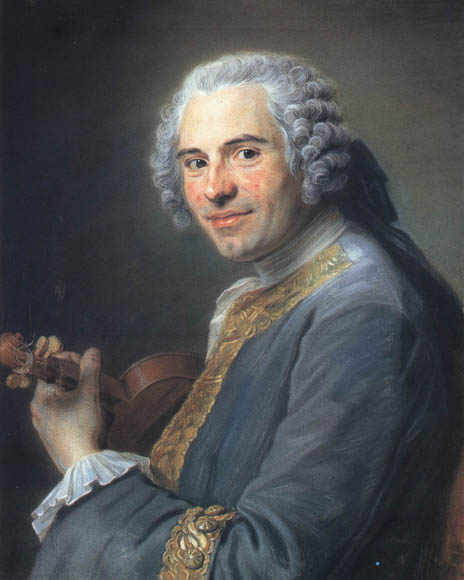
장조제프 드 몽동빌(1746)

장조제프 드 몽동빌(Jean-Joseph de Mondonville, 1711년 12월 25일~1772년 10월 8일)은 프랑스의 바이올린 주자이며 작곡가이다. 부퐁 논쟁에서는 프랑스파의 중요한 한 멤버로, 한창일 때 초연한 오페라 <티통과 오로르>(1753)는 대성공을 거두었다. 6곡의 오페라 외에 모테토, 오라토리오, 바이올린이나 클라브생을 위한 몇 개의 소나타 등이 있다.